# Grando
Grando (lateinisch: Hagel) ist eine Weißweinsorte, deren Zulassungsverfahren wegen züchterischer Mängel abgebrochen wurde. Die Elternteile dieser Neuzüchtung sind Riesling, Silvaner und Müller-Thurgau. Die Kreuzung erfolgte an der Bayerischen Landesanstalt für Weinbau in Veitshöchheim bei Würzburg. Die Rebsorte Grando ist önologisch ohne Bedeutung.
Synonyme: Zuchtstammnummer Würzburg B 55-8-59
Abstammung:  (Riesling × Silvaner) × Müller-Thurgau